# Поле (Вишеград)
Поле (серб. Поље / Polje) — село в общине Вишеград Республики Сербской Боснии и Герцеговины. В настоящее время село необитаемо.